# Бешенцов, Пётр Фёдорович
Бешенцов (Бешенцев) Пётр Фёдорович (около 1729—1797) — офицер Российского императорского флота, участник русско-турецкой войны (1768—1774), Хиосского и Чесменского сражений, капитан генерал-майорского ранга. Главный командир казанского адмиралтейства.

## Биография
Родился около 1729 года, происходил из дворян Бешенцовых Тверской губернии.
10 марта 1743 года поступил учеником в Академию морской гвардии. В ноябре 1744 года произведён в гардемарины. В 1745—1748 годах находился в кампаниях в Балтийском море, сделал три перехода из Архангельска в Кронштадт. 24 мая 1748 года произведён в мичманы, 13 ноября 1751 — в унтер-лейтенанты, 15 марта 1754 года — в корабельные секретари. В 1752—1754 годах командовал пинком «Вологда». В 1755 году находился при проводке 80-пушечного корабля «Святой Николай» из Санкт-Петербурга в Кронштадт. 18 марта 1756 года произведён в лейтенанты. В 1758 году находился при береговой команде, в следующем году командовал Кронштадтской брантвахтой.
18 февраля 1760 года произведён в капитан-лейтенанты, был в кампании на 66-пушечном линейном корабле «Северный Орел», в августе того же года в составе эскадры кораблей Балтийского флота перешёл из Ревеля к Кольбергу, где обеспечивал высадку десанта. В сентябре, приняв с берега русские войска, перешел с флотом в Ревель.
В 1761 году находился в Санкт-Петербурге за советника в адмиралтейской конторе. 10 апреля 1762 года произведён в капитаны 3-го ранга. Был послан в Казань, откуда в 1763 году организовал доставку корабельного леса в столицу. 20 апреля 1764 года произведён в капитаны 2-го ранга. Командуя 66-пушечным линейным кораблём «Ревель», плавал с флотом от Кронштадта до Готланда. Был командирован в Архангельск. В июле-октябре 1765 года, командуя новопостроенным 66-пушечным кораблем «Саратов», перешёл из Архангельска в Кронштадт . 17 апреля 1766 года произведён в капитаны 1-го ранга. В 1766—1767 годах командовал 10-пушечным фрегатом «Надежда» в Балтийском море. В 1768 году командовал линейным кораблем «Саратов» в практическом плавании до Готланда.

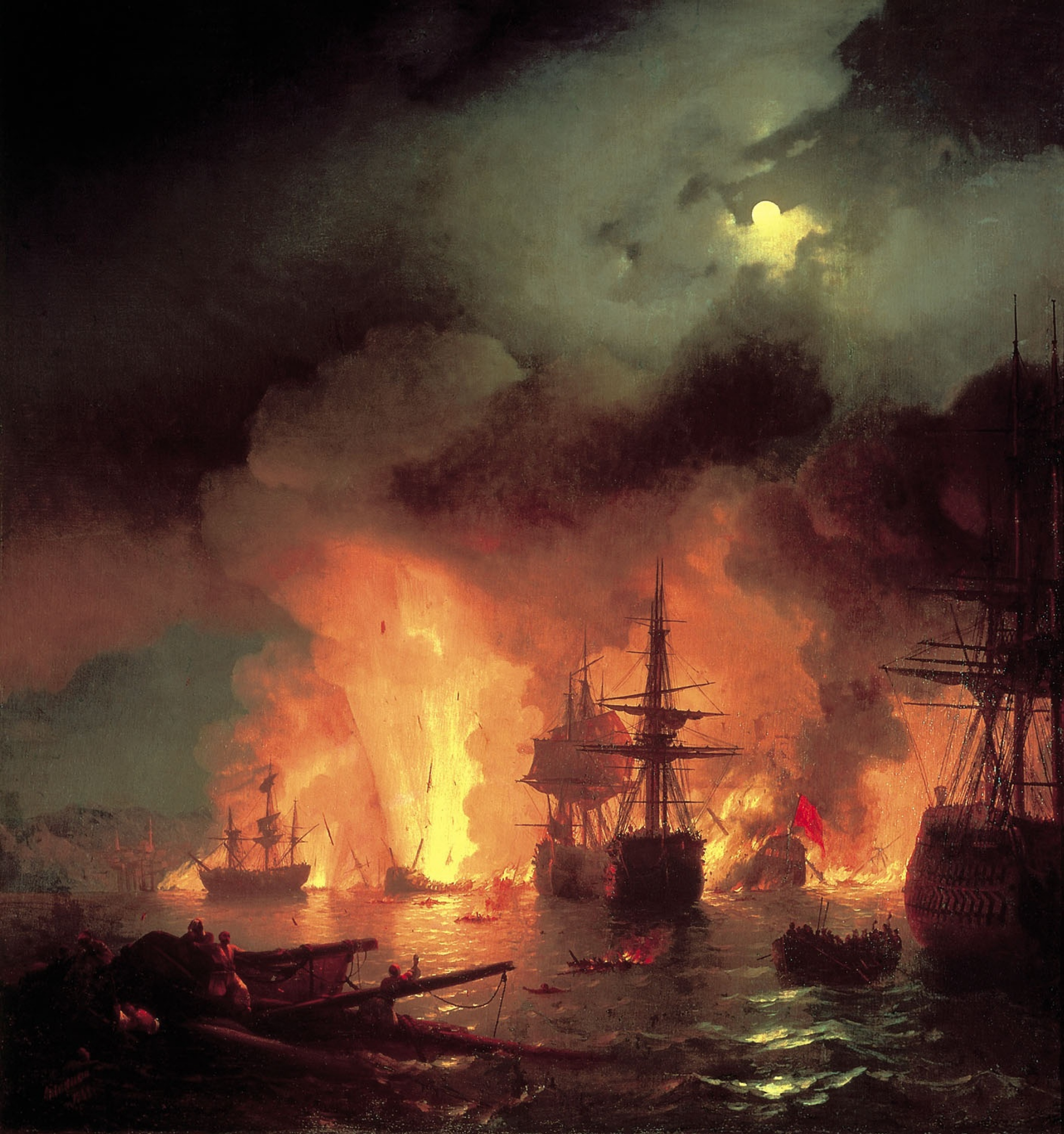
И. Айвазовский. «Чесменский бой». 1848

Принимал участие в русско-турецкой войне 1768—1774 годов. В начале кампании 1769 года командовал новопостроенным 66-пушечным линейным кораблём «Трёх Святителей». В июле, с отрядом из 3-х кораблей и 2-х фрегатов, прибыл из Ревеля в Кронштадт. Затем, командуя линейным кораблём «Саратов», был определён к участию в Архипелагской экспедиции и в составе эскадры контр-адмирала Д. Эльфинстона перешёл в Средиземное море, дошёл до Портсмута. В 1770 году принял командование 66-ти пушечным линейным кораблём «Не тронь меня», перешёл из Портсмута в Средиземное море. В мае 1770 года участвовал в сражениях с турецким флотом при Наполи-ди-Романья. 24 июня 1770 года командуя кораблём «Не тронь меня» участвовал в сражении в Хиосском проливе, находился в арьергарде. 25-26 июня в составе эскадры контр-адмирала С. К. Грейга участвовал в Чесменском сражении. В июле, состоял в эскадре контр-адмирала Д. Эльфинстона, крейсировал у Дарданелл. В сентябре оказывал помощь кораблю «Святослав», севшему на камни у острова Лемнос, и затем принял к себе на борт его экипаж. В декабре прибыл в порт Аузу. В 1771 году командовал тем же кораблем в эскадре адмирала Г. А. Спиридова, крейсировал у Дарданелл. 1 августа 1771 года за участие в Чесменском сражении был награждён орденом Святого Георгия 4 класса (№ 121 по кавалерскому списку Судравского и № 142 по списку Григоровича — Степанова).
В 1772 году командуя 66-пушечным линейным кораблём «Ростислав», плавал в Ливорно, затем крейсировал до 19 октября под кейзер-флагом графа А. Г. Орлова. В декабре на фрегате «Григорий» (куплен в Архипелаге в 1770 году) отправился Ливорно, откуда берегом прибыл в Санкт-Петербург.
18 февраля 1773 года был произведён в капитаны бригадирского ранга. Командуя 74-пушечным кораблём «Святой Великомученик Пантелеймон», находился в эскадре контр-адмирала В. Я. Чичагова, крейсировал до Готланда. 7 июля 1776 года произведён в капитаны генерал-майорского ранга. Находился в Санкт-Петербурге начальником морского полкового двора. Назначен главным командиром казанского адмиралтейства. 28 июня 1782 года уволен от службы. После выхода в отставку жил в своём поместье Покровское Тверской губернии.
Бешенцов Пётр Фёдорович умер 20 марта 1797 года в селе Григорково Кашинского уезда Тверской губернии (ныне Сонковский район Тверской области) при Благовещенской церкви, построенной на его пожертвования. В книге В. В. Шереметевского «Русский провинциальный некрополь» П. Ф. Бешенцов указан как генерал от инфантерии.

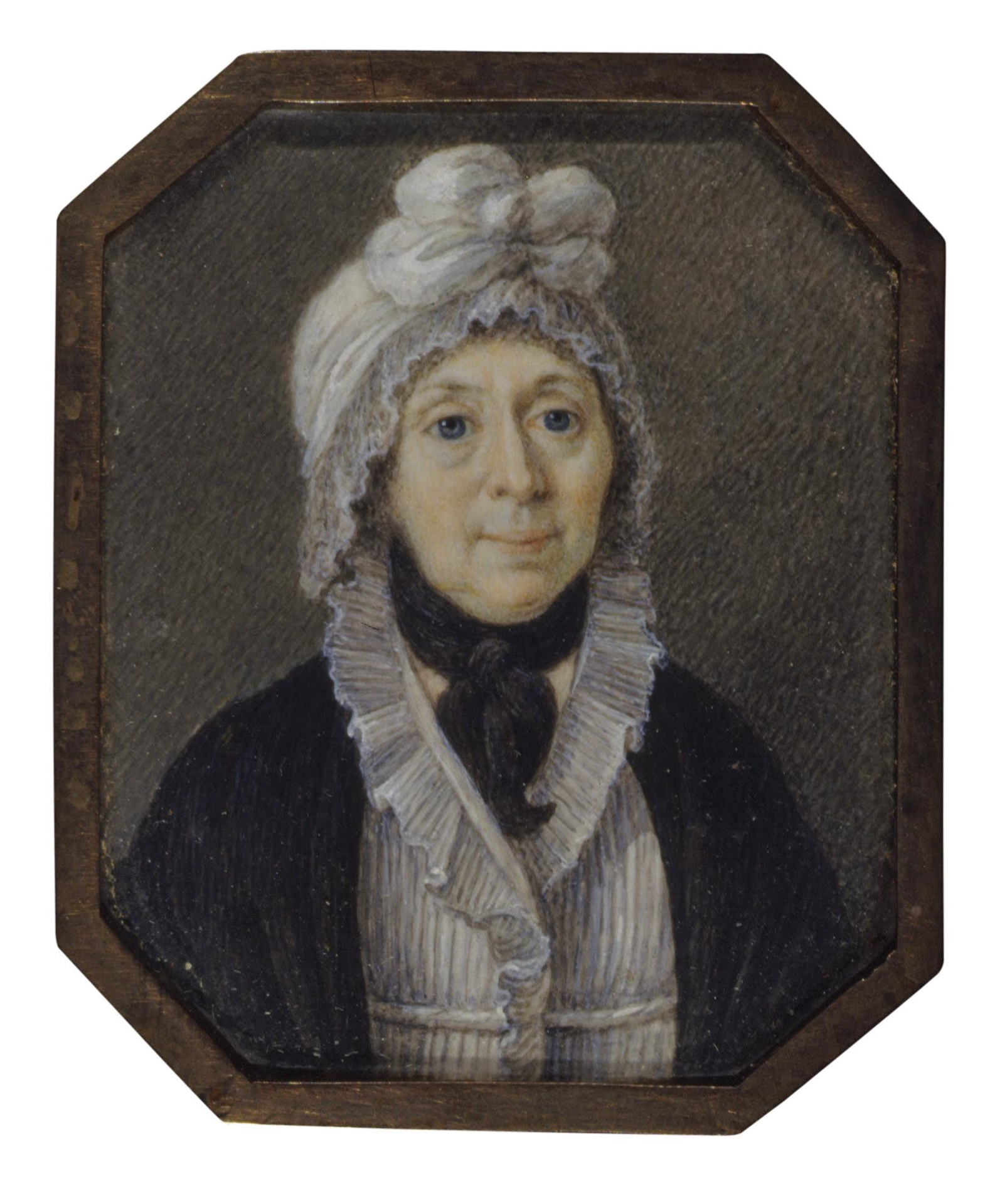
Портрет Анны Якимовны Бешенцовой

## Семья
- Брат — Алексей (рожд. около 1733), морской офицер, капитан 1 ранга[1].

Бешенцов Пётр Фёдорович был женат на Анне Якимовне Волковой (урожд. Шубинская). В браке было две дочери: Мария (жена отставного прапорщика Сергея Сергеевича Вяземского) и Фаина (по мужу Волкова). Анна Якимовна после смерти мужа вышла замуж вторым браком за статского советника Ивана Ильича Волкова, мать генерал-лейтенанта С. И. Волкова, директора Института Корпуса горных инженеров.